# Келлі Піке
Келлі Тамсма Піке Соуто Майор (нар. 7 грудня 1988) — бразильська модель, колумністка, блогерка і спеціалістка зі зв'язків з громадськістю.

## Життєпис та кар'єра
Келлі Піке народилася 1988 року в Гомбурзі в Німеччині в родині Нельсона Піке, бразильського автогонщика та триразового чемпіона Формули-1, та голландської моделі Сільвії Тамсма. Більшу частину дитинства провела на півдні Франції.
У 12-річному віці переїхала до Бразилії, де мешкала три роки. Після цього повернулася до Франції, де прожила ще рік, перш ніж переїхати до Англії, для навчання в школі-інтернаті. У 17-річному віці повернулася до Бразилії. Пізніше навчалася в коледжі Мерімаунт Манхеттен у Нью-Йорку за спеціальністю «Міжнародні відносини» з нахилом на вивчення політології та економіки. Під час навчання у коледжі пройшла стажування у сфері знань про моду і пізніше ухвалила рішення про власну діяльність у цій галузі. Працювала у Vogue Latinoamerica, Bergdorf Goodman, агентстві KCD PR, а також була оглядачкою журналу Marie Claire.
У квітні 2015 року Піке почала відповідати за висвітлення Формули E в соціальних мережах.

## Особисте життя
У січні 2017 року Келлі Піке почала зустрічатися з російським гонщиком Данилом Квятом. В липні 2019 року народила доньку Пенелопу. У грудні 2019 пара розлучилася. З січня 2021 року зустрічається з нідерландським гонщиком Максом Ферстаппеном. 2 травня 2025 року народила доньку Лілі. 